# Espíritus de Hartshorn
Los espíritus de Hartshorn fue un nombre que significa originalmente el licor amoniacal obtenido por la
destilación de virutas de cuerno, posteriormente aplicados a la parte purificada y productos similares de la acción del calor sobre materia animal nitrogenada generalmente, y que ahora se usa popularmente para designar la solución acuosa del amoníaco.